# Hilara strakai
Hilara strakai är en tvåvingeart som beskrevs av Chvala 1981. Hilara strakai ingår i släktet Hilara och familjen dansflugor.
Artens utbredningsområde är Spanien. Inga underarter finns listade i Catalogue of Life.